# 我和春天有個約會 (電影)
《我和春天有個約會》，1994年高志森導演，改編自香港舞台劇《我和春天有個約會》。

## 劇情
夜總會「麗花皇宮」即將結業，老闆娘露露邀請了昔日的好姊妹小蝶回來表演。小蝶想起她、露露、鳳萍、蓮茜在1960年代年輕時過的日子。

## 演員
- 姚小蝶：劉雅麗
- 鳳萍：蘇玉華
- 金露露：羅冠蘭
- 蓮茜：馮蔚衡
- 沈家豪：吳大維
- Donny：楊英偉
- Danny：謝君豪
- Bobby：譚偉權
- 大雞陸：高翰文
- 白浪：周志輝
- 翩翩（雙燕姊妹花）：周恩恩
- 飛飛（雙燕姊妹花）：彭秀慧
- 鍾景輝
- 毛舜筠
- 麥秋
- 馮寶寶
- 李婉華
- 黃霑
- 黃百鳴

## 工作人員
- 編劇：杜國威
- 音樂：鍾志榮
- 美術指導：古天農
- 監製導演：高志森
- 剪輯：高志森、鄒長根

## 電影原聲帶
我和春天有個約會（1994/EMI）
|    | 歌名             | 歌手                 |
| -- | ---------------- | -------------------- |
| 01 | 你為了愛情       | 劉雅麗               |
| 02 | 孤燕             | 譚偉權               |
| 03 | 我和春天有個約會 | 劉雅麗               |
| 04 | 偷偷摸摸         | 馮蔚衡 蘇玉華 劉雅麗 |
| 05 | 我找到自己       | 周志輝               |
| 06 | 梅蘭梅蘭我愛你   | 周恩恩 彭秀慧        |
| 07 | 情人的眼淚       | 羅冠蘭               |
| 08 | 不了情           | 蘇玉華               |
| 09 | 鑽石大盜         | 周志輝 周恩恩 彭秀慧 |
| 10 | As Times Goes By | 馮蔚衡               |
| 11 | 雜錦             |                      |
| 12 | As Times Goes By | Instrumental         |
| 13 | 你為了愛情       | Instrumental         |
| 14 | 我和春天有個約會 | Instrumental         |
| 15 | 不了情           | Instrumental         |
| 16 | 情人的眼淚       | Instrumental         |
| 17 | As Times Goes By | Instrumental         |

## 獎項
| 頒獎典禮             | 獎項         | 名單             | 結果 |
| -------------------- | ------------ | ---------------- | ---- |
| 第14屆香港電影金像獎 | 最佳電影     | 我和春天有個約會 | 提名 |
| 第14屆香港電影金像獎 | 最佳編劇     | 杜國威           | 獲獎 |
| 第14屆香港電影金像獎 | 最佳女主角   | 劉雅麗           | 提名 |
| 第14屆香港電影金像獎 | 最佳女配角   | 羅冠蘭           | 獲獎 |
| 第14屆香港電影金像獎 | 最佳女配角   | 馮蔚蘅           | 提名 |
| 第14屆香港電影金像獎 | 最佳新演員   | 劉雅麗           | 獲獎 |
| 第14屆香港電影金像獎 | 最佳電影配樂 | 李漢金、溫浩傑   | 提名 |
| 第31屆金馬獎         | 最佳電影歌曲 | 鍾志榮           | 提名 |

## 外部連結
- 香港影庫上《我和春天有個約會》的資料（繁體中文）
- 開眼電影網上《我和春天有個約會》的資料（繁體中文）
- 豆瓣电影上《我和春天有個約會》的資料 （简体中文）
- 时光网上《我和春天有個約會》的資料（简体中文）
- AllMovie上《我和春天有個約會》的资料（英文）
- 爛番茄上《我和春天有個約會》的資料（英文）
- 互联网电影数据库（IMDb）上《我和春天有個約會》的资料（英文）